# 崔守恂
崔守恂（英語：Joseph Cui Shou-xun；1877年7月27日—1953年；聖名：若瑟）是中國籍天主教主教。曾任永年宗座監牧、永年宗座監牧及永年教區主教（1929年-1951年）。

## 生平
崔守恂生于1877年7月27日，清朝直隸省。1904年3月19日，崔守恂在27歲時晋鐸。
1929年5月24日，聖座從獻縣宗座代牧區劃出河北省南部分設永年宗座監牧區，由中國本地司鐸負責，教座設在永年縣。同年6月1日，教宗任命崔守恂神父為首任永年宗座監牧。1932年，崔宗座監牧在威縣魏村天主堂成立聖神安慰會。
1933年3月6日，聖座將永年宗座監牧區升格為永年宗座代牧區， 崔守恂獲升任為永年宗座代牧，領銜俄羅斯塔納伊斯教區主教。1933年6月11日，崔守恂在羅馬聖伯多祿大殿由時任教宗庇護十一世親自主禮，宗座駐華代表剛恆毅總主教及福傳部秘書長卡洛·薩洛蒂樞機襄禮晉牧。
1938年曾主禮為趙振聲晉牧成為河北獻縣宗座代牧。1946年4月11日，聖座在中國設立聖統制，永年宗座代牧區升格為永年教區，屬於河北教省，教座設在威縣趙莊，崔守恂主教留任成為首任正權主教。1949年10月1日，中國共產黨在中國大陸地區建立中華人民共和國，並開始針對天主教進行宗教迫害及打壓，教會已經無法正常運作。1950年代，外籍傳教士先後被捕及驅逐出境。
1951年崔守恂主教榮休，且在1953年在中國去世，享年76歲。